# Ciliegia di Vignola
La ciliegia di Vignola è un prodotto ortofrutticolo italiano a Indicazione geografica protetta (IGP).

## Storia

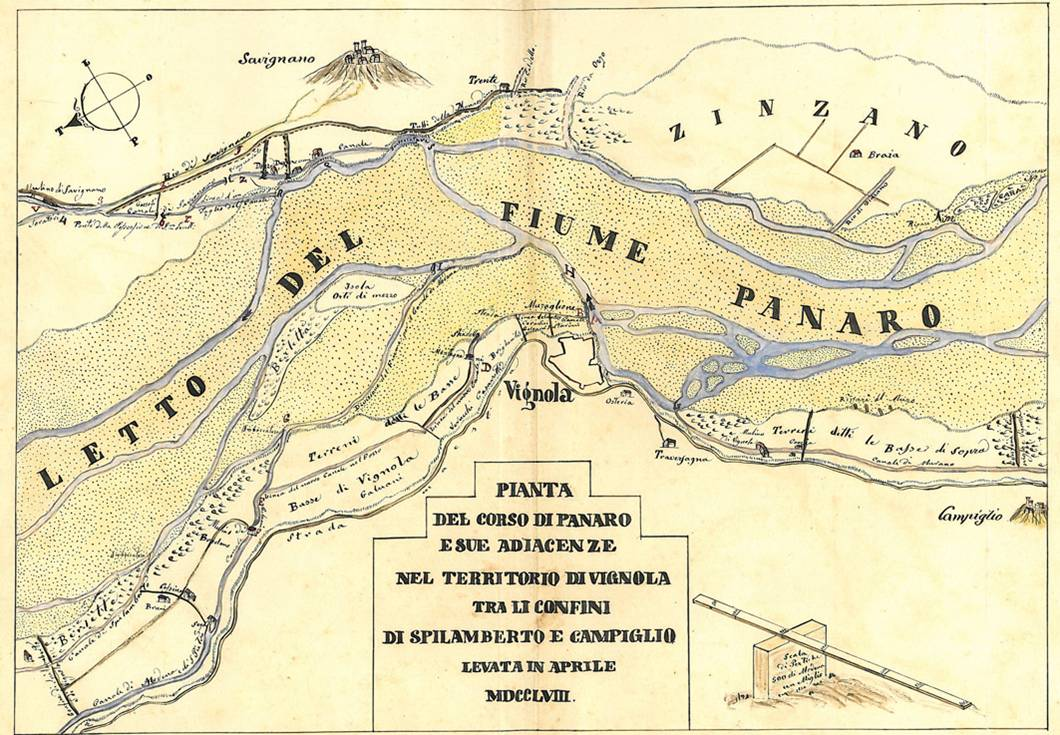
Cartina delle zone di coltivazione

Pompa anni trenta per il trattamento antiparassitario con la "pompa a carriola"

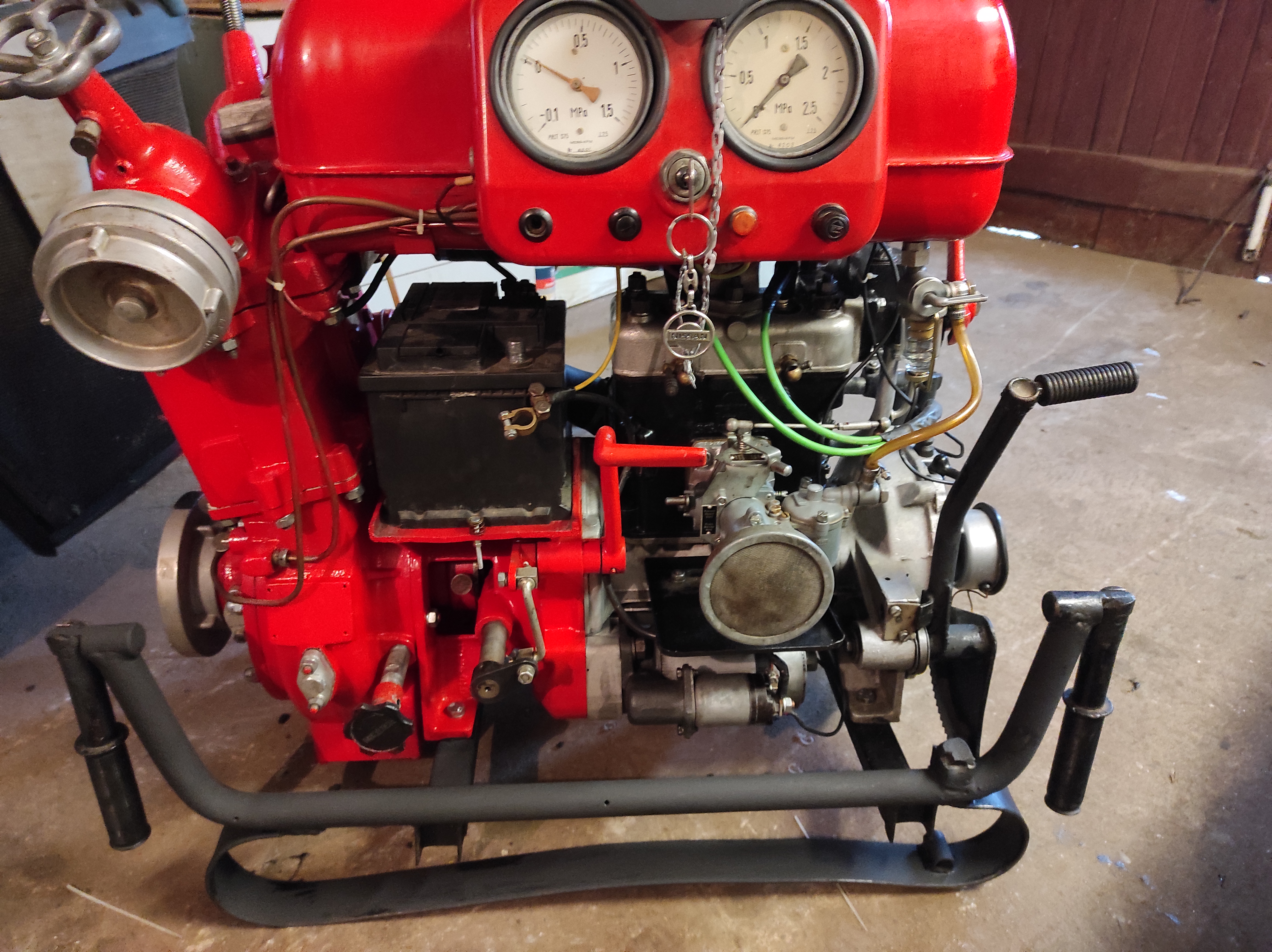
Trattamento antiparassitario con motopompa

Trattamento antiparassitario con elicottero nel 1965

Gli anni 1930 segnarono il definitivo incoronamento di Vignola come capitale della ciliegia: dalla cerasicoltura tradizionale si passò a quella moderna, con un'attenzione particolare sia alla quantità che alla qualità.
Aumentarono il numero delle piante coltivate al punto che si giunse a ottenere frutteti, altamente produttivi. Addirittura, sotto gli alberi si coltivavano piante ortive e foraggere, aumentando così il reddito prodotto da questa terra. Questo stato di fatto venne favorito anche dalle speciali condizioni dell'ambiente.

## Varietà
La denominazione "ciliegia di Vignola I.G.P." include le seguenti varietà:
- Precoci:
  - Bigarreau Moreau, Mora di Vignola (detta anche Moretta)
- Medie:
  - Durone dell'Anella, Anellone, Giorgia, Durone Nero I, Samba, Van
- Tardive:
  - Durone nero di Vignola, Durone Nero II, Durone della Marca, Lapins, Ferrovia, Sweet Heart

Le varietà si distinguono inoltre per qualità della polpa (tenera o soda) e colore della polpa (bianca, rossa o nera).
La raccolta inizia verso il 20 maggio con le varietà precoci e termina alla fine di luglio con quelle tardive.

## Zona di produzione
La qualità del prodotto è favorita dai fertili terreni delle cosiddette "basse", ovvero le terre situate ai lati del fiume Panaro che permettono un ottimo drenaggio grazie al profondo strato di ghiaia, il quale un tempo costituiva il letto del fiume che si è progressivamente spostato (anche per l'intervento dell'uomo) verso est. Nel corso dei secoli, ripetute esondazioni, anche in parte controllate, hanno depositato uno strato di terra particolarmente fertile che, insieme al drenaggio garantito dal sottostante strato di ghiaia, ha prodotto una situazione particolarmente favorevole alla coltivazione di ortaggi fino all'Ottocento e di piante da frutto dal Novecento in poi.
I contadini cercavano di salvaguardare la loro produzione e si attivavano contro le infestazioni delle coltivazioni fin dalla fioritura per favorire l'attecchimento del fiore fino ad alcune settimane prima della raccolta. I trattamenti venivano fatti in origine con macchine rudimentali, poi via via più tecnologiche.
La ciliegia di Vignola viene coltivata nei comuni pedemontani (dai 30 ai 950 metri s.l.m.) del bacino del fiume Panaro, tra le province di Modena e Bologna.
- Provincia di Modena:
  - Castelfranco Emilia, Castelnuovo Rangone, Castelvetro di Modena, Guiglia, Lama Mocogno, Marano sul Panaro, Modena, Montese, Pavullo nel Frignano, San Cesario sul Panaro, Savignano sul Panaro, Serramazzoni, Spilamberto, Vignola e Zocca.
- Città metropolitana di Bologna:
  - Bazzano, Casalecchio di Reno, Castel d'Aiano, Castello di Serravalle, Crespellano, Gaggio Montano, Marzabotto, Monte San Pietro, Monteveglio, Sasso Marconi, Savigno, Vergato e Zola Predosa.

## Consorzio della ciliegia tipica di Vignola

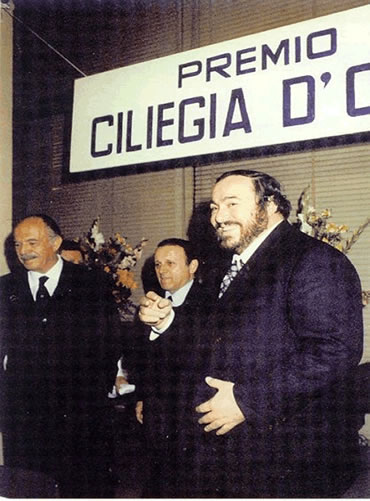
Luciano Pavarotti premiato con la Ciliegia d'Oro nel 1982

Per promuovere, tutelare valorizzare ed estendere la produzione e il commercio della ciliegia di Vignola e delle zone aggregate, il 16 dicembre 1965 venne istituito, su base volontaria, il "Consorzio della Ciliegia Tipica di Vignola", con il marchio caratterizzato da nove ciliegine. Scopo del consorzio era l'aggregazione delle oltre cento aziende, che già commercializzavano la frutta, vendendola sui mercati nazionali o esteri con un proprio marchio. Il consorzio promuove l'attività di ricerca e sviluppo per migliorare la produzione e il commercio della frutta tipica e organizzare i servizi d'indagine e consulenza tecnica, economica e commerciale necessari per un adeguato monitoraggio della qualità e della commercializzazione.
Il Consorzio, infatti, monitora il delicato lavoro del confezionamento e della raccolta: essi sono punti delicati della cerasicoltura vignolese, in quanto si vengono a sommare i costi della lavorazione, ancora a forte grado di manualità, con i disagi che un frutto tanto delicato subisce a volte con il trasporto.
Nel 1981 venne istituito il premio Ciliegia d'Oro, patrocinato dalle Distillerie Toschi, da assegnarsi annualmente nell'ambito della Festa dei ciliegi in fiore ad un personaggio di origini modenesi o emiliane distintosi a livello nazionale nel settore sociale, culturale, industriale, sportivo e umanitario. Tra le personalità premiate più illustre, in particolare, si rammentano Enzo Ferrari, Luciano Pavarotti, Luca Cordero di Montezemolo, Luca Toni e Massimo Bottura.

## Fioritura

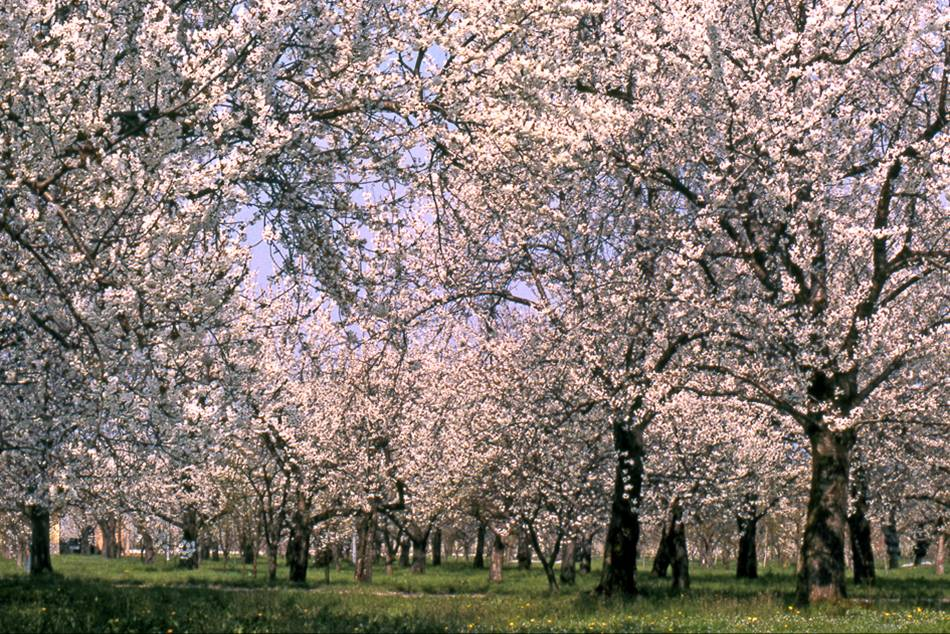
Moretta di Vignola-bosco di ciliegi

Carro allegorico della Metà degli anni cinquanta: “Duroun capozz” tiene in mano la ciliegia e il cavolfiore, i due prodotti che hanno dato celebrità e ricchezza al territorio vignolese

Cade, generalmente, nei primi giorni di aprile di ogni anno e la valle del Panaro offre al turista la visione di un mare di fiori bianchi.
A Vignola il momento della fioritura viene vissuto come una ricorrenza importante e come tale si festeggia, anche con carri allegorici, manifestazioni folcroristiche e culturali.

## Raccolta

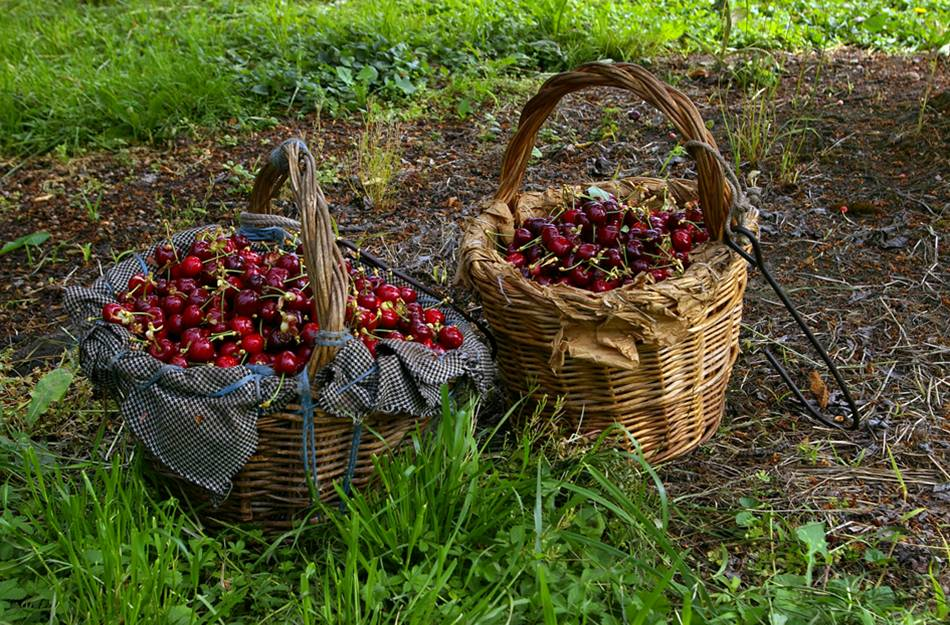
Un cavagn pieno di morette di Vignola

La raccolta delle ciliegie inizia solitamente ai primi di giugno. L'abilità del raccoglitore (in dialetto modenese: cuidòr) consisteva nel posizionare e legare in modo corretto le alte scale e nel modo di raccogliere la ciliegia senza danneggiare il frutto e privarlo del gambo. Il raccoglitore si avvaleva del cosiddetto cavàgn o cavagnin, ovvero un cesto di vimini da appendere con un gancio ai rami dell'albero o alla scala (in dialetto modenese: schéla), la quale era costruita artigianalmente con legno stagionato e formata da due lunghi, robusti ed esili staggi a cui venivano infissi i pioli. Le scale potevano raggiungere anche i 10-12 metri di altezza, per poter raggiungere anche i rami dei più alti ciliegi.

## Cernita
La coltivazione, la raccolta e la commercializzazione della ciliegia nel territorio vignolese hanno creato anche particolari figure professionali, in particolare la cernita ed il confezionamento avevano in passato dato luogo ad una figura tipicamente femminile: la cernitrice.
Alcuni magazzini, di ampie dimensioni, con celle per la refrigerazione e maturazione del prodotto, soprattutto pere e mele, potevano dare lavoro anche a circa 150-200 cernitrici.
In anni passati al dàni cal van a fer sô (donne che scelgono la frutta) superavano le duemila unità lavorative. Nel solo magazzino Bettelli-Ferrari, nel 1960, operavano circa 150 cernitrici più 15 uomini addetti ai vari servizi.

## Imballaggio
Negli anni 1920 il confezionamento delle ciliegie di Vignola avveniva tramite:
- La gabbietta tronco-conica, formata da asticelle di legno capace di contenere fino a 10 kg di prodotto;
- Il cestino rotondo di vimini, con coperchio rialzato e manico, da 4 kg;
- Il cestino quadrato di legno, usato in special modo per le esportazioni in Svizzera e fatto costruire esclusivamente dalla ditta Bruno e Carlo Soli.
- Il fusto di legno, da 136 kg per contenere le “ciliegie in salamoia”.

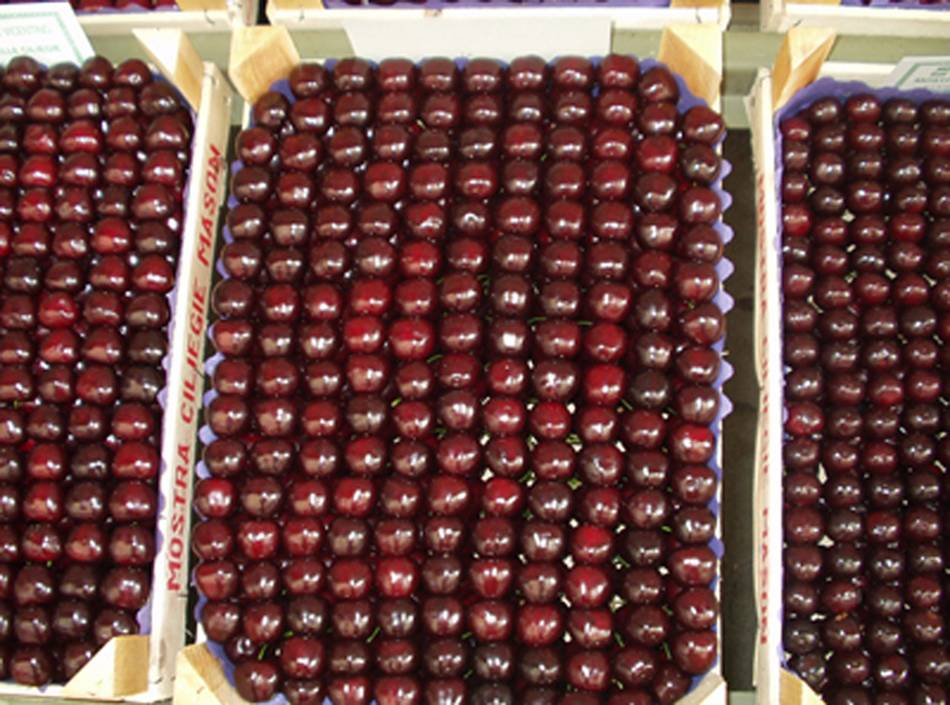
Un "balestina" riempita con ciliegie morette

La balestrina era una piccola cassetta in legno di pioppo, che veniva utilizzata per l'imballaggio di ciliegie e altra frutta. Le balestrine venivano marchiate con il nome del mediatore che le commercializzava nel proprio box all'interno del mercato ortofrutticolo di Vignola. Per confezionare le ciliegie nella balestrina, già in uso dai primi anni 1960, esisteva un'apposita tecnica: sulla casettina, priva del fondo si posizionava un coperchio temporaneo di lamiera o di masonite, poi si cavolgeva e si disponevano le morette una accanto all'altra in modo ordinatissimo con il picciolo verso l'interno. Creata la base, si riempiva la balestrina con le altre ciliegie alla rinfusa fino a riempirla. Poi si inchiodava il fondo, si capovolgeva la balestrina e si toglieva il coperchio temporaneo e il risultato era quello riportato nella foto.
Era una presentazione di prodotto forse unica nel settore alimentare, di una bellezza rara, che esaltava il rosso turgore dei frutti, ma non più sostenibile finanziariamente per l'aumentare della mano d'opera.
Dal 1983 il Consorzio della Ciliegia Tipica di Vignola ha incentivato l'uso di un particolare tipo di imballaggio standardizzato recante il marchio di Vignola nei colori nazionali impresso sulle fiancate, variando anche la capacità dei contenitori per soddisfare le mutate esigenze dei consumatori. Nel 1990 venne creato il marchio "Vignola OK" e lo slogan "La ciliegia firmata dal produttore".
Oggi le ciliegie vengono vendute soprattutto in contenitori di plastica, del peso di circa 1 kg, contenuti in plateau di cartone. Altri imballaggi devono essere autorizzati dal Consorzio, il quale richiede e controlla che:
- La commercializzazione avvenga entro 24 ore dalla raccolta;
- Le ciliegie siano mature, sane e raccolte asciutte;
- Il prodotto inadatto alla vendita sia assente;
- I trattamenti antiparassitari siano più naturali e controllati possibile.

### La refrigerazione

Nastro trasportatore d'epoca

Lo sviluppo della cerasicoltura e della commercializzazione della frutta rossa a Vignola è dovuto sicuramente alle condizioni ottimali del suolo e climatiche, ma anche alle innovazioni portate da alcuni abitanti del luogo che poi divennero di uso comune. Una tecnica innovativa, introdotta negli anni 1920 da Giovanni Garagnani, fu la conservazione della frutta con il metodo della refrigerazione: inizialmente costruì un grande frigorifero per conservare la frutta, in attesa di un rialzo dei prezzi riuscendo così ad ottenere degli introiti maggiori.
Questo metodo molto innovativo per l'epoca aprì nuove frontiere verso l'export del prodotto. Dopo aver perfezionato le tecniche di conservazione le applicò anche ai trasporti, riuscì perciò a spedire la frutta rossa, facilmente deteriorabile, sui mercati dell'Europa centrale tramite dei vagoni ferroviari che lo stesso Garagnani aveva trasformato in frigoriferi, tappezzando le pareti con cartoni e stuoie per trattenere il più possibile il freddo prodotto dal ghiaccio stivato all'interno.
Le prime celle-frigo risalgono agli anni venti per perfezionarsi ed ingrandirsi negli anni trenta. Come esempio di “archeologia industriale” citiamo proprio una sorta di scivolo insaponato, della ditta suddetta, su cui far scendere le cassette nelle celle dall'apposito pertugio, prima che venissero raccolte dai facchini e impilate. Venne poi sostituito con quella che poteva apparire una innovazione tecnologica: una sorta di nastro trasportatore, residuato bellico di nave con cuscinetti su cui l'imballaggio correva meglio e con minori intoppi.

## Trasporto
I vagoni trainati sulla ferrovia Modena-Vignola da uno sbuffante locomotore hanno segnato la prima storia della ciliegia vignolese in Europa.
Fino al 1927 circa, i treni celeri di derrate provenienti dal meridione e dalla zona adriatica, passavano per la stazione ferroviaria di Modena. Essi raccoglievano, senza aumenti di tariffa per l'acceleramento, i vagoni che qui si formavano per trasportarli direttamente al Brennero. Poi il treno venne abbandonato e la ciliegia viaggiò soprattutto in T.I.R.
A Vignola l'esportazione della ciliegia prende avvio negli ultimi decenni dell'Ottocento.
Al riguardo si può ricordare la ditta Domenico Soli che, fondata nel 1884, intorno al 1885 spedisce le sue prime ciliegie al Nord e in particolare in Germania.
Domenico Soli si ricorda come un pioniere dell'ortofrutta vignolese e uno dei primi commercianti di Vignola a utilizzare il telefono per accelerare le sue compravendite (aveva un telefono a due cifre).
Come curiosità si racconta che nel 1947/48, la ditta Soli avesse stivato circa 70 q di ciliegie e fragole a Verona, sopra aeroplani B 17, della guerra appena conclusa, affinché potessero raggiungere velocemente e in buone condizioni di freschezza Londra.
Le città in cui “il rubino” di Vignola è più apprezzato sono: Monaco di Baviera, Berlino, Lipsia, Amburgo.
Accanto a questa Ditta si possono annoverare quelle di moltissimi altri Commercianti locali che hanno dato lustro a Vignola con la propria attività.
Predisporre un carico di frutta su un vagone (fer un vagòun) in partenza dalla stazione ferroviaria di Vignola era l'attività dei commercianti di frutta vignolesi. Le implicazione tecniche e burocratiche erano diverse: effettuazione del carico, che avveniva presso il magazzino ove parecchi esportatori avevano collocate le indispensabili rotaie o alla stazione ferroviaria; il ghiaccio che occorreva, e non ultimo la ricerca dei facchini con le indispensabili certificazioni ufficiali rilasciate dai dottori dell'ICE (Istituto per il Commercio Estero). Tale situazione durò pressoché immutata fino agli anni settanta. Due ditte, “Bettelli Loris” e “Garagnani” disponevano addirittura di raccordi ferroviari veri e propri con le stazioni di Savignano Comune e di Savignano Mulino.
Accanto al treno naturalmente non erano mai mancati all'inizio, i carri di diversa foggia e, soprattutto dal dopoguerra, gli autocarri, destinati prevalentemente ai percorsi più brevi e alle fasi meno “nobili” del viaggio della ciliegia.
Negli anni 1970 per vari motivi, si assistette, anche nella nostra zona, al trionfo del trasporto su strada. Si cerca di minimizzare i costi, infatti anche per quanto riguarda l'esportazione verso la Germania e l'Olanda vengono prevalentemente utilizzati autoveicoli dato che viaggiano carichi sia all'andata che al ritorno. Così per esempio. Si ha spesso un viaggio di andata (Vignola–Germania) con un carico di frutta, e un viaggio di ritorno (Germania–Italia) con un carico di carne.

### Nascita del mercato

Il mercato ortofrutticolo di Vignola

Cent'anni fa il mercato di Vignola era rappresentato dalla piazza del paese.
Solo nel 1928 nasce lo spazio fisico del mercato e dagli anni trenta il mercato ortofrutticolo diventò il fulcro della vita industriale commerciale di Vignola.
Il nuovo mercato permetteva ai produttori della zona di accedere a locali comodi e sicuri vicini al luogo di produzione.
Contrattata e venduta la partita, essa viene pesata, caricata sull'autocarro del commerciante e avviata direttamente ai mercati nazionali.
Se invece la frutta è destinata all'estero, viene portata in un magazzino ortofrutticolo, dove viene di nuovo selezionata, imballata e caricata su vagoni che partono dalla stazione di Vignola
Le ditte più importanti hanno un pezzo di binario davanti al proprio capannone e si fanno portare i vagoni direttamente in azienda con degli autocarri speciali
Nel 1992 è stato aperto un nuovo mercato ortofrutticolo, che utilizza più moderni sistemi di vendita (a base d'asta), di pesatura e di trasporto
Il numero delle aziende di commercializzazione, trasporto e trasformazione si è drasticamente ridotto, ma la frutta è ancora una risorsa importante.
Oggi molti coltivatori vendono direttamente il loro prodotto.

## L'evoluzione tecnica e tecnologica

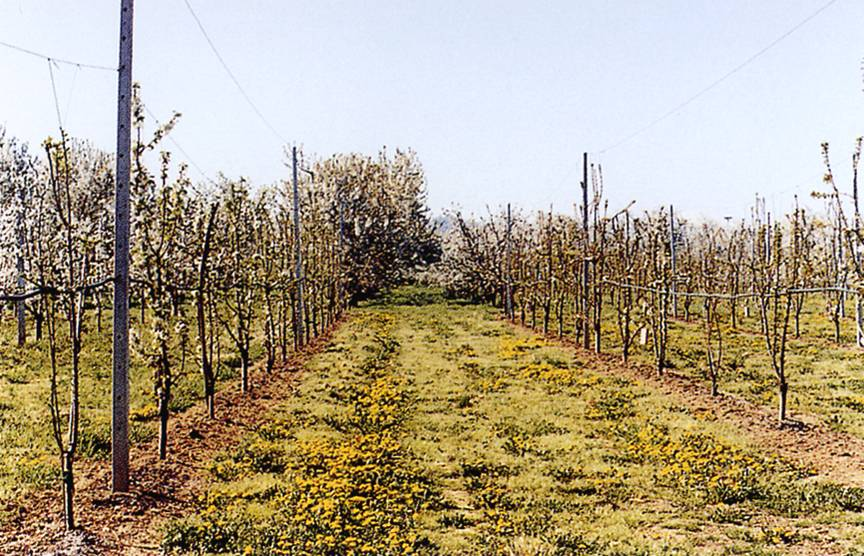
Impianto a spalliera

Negli anni settanta si è verificato un invecchiamento degli impianti produttivi del ciliegio. Le cause di tutto questo sono state:
- Ritardi nella ricerca e sperimentazione delle varietà rispetto alle altre colture frutticole;
- Ritardi da parte dei produttori a recepire le innovazioni tecnologiche;
- Impossibilità di reimpiantare il ceraseto sullo stesso terreno. È possibile individuare in tale ragione una delle cause più rilevanti per la diminuzione delle piante nel fondo valle nella zona tipica del ciliegio;
- Elevati costi di produzione, in particolare la raccolta;
- Calo della qualità del prodotto essendo ormai predominante la coltura eseguita nella collina con impianti obsoleti, dove i coltivatori, più che in pianura sono poco attenti alla qualità.
- Problemi di mercato: la concorrenza si sta facendo molto agguerrita, in particolare nelle aree emergenti.
- La concorrenza esercitata da altre produzioni fattibili all'interno delle aziende (pero, melo, seminativi) in particolare nel fondo valle.

È stato redatto il "Progetto ciliegio" per cercare di ovviare alle cause suddette. Il particolare si erano posti l'obiettivo di impiantare in 5 anni, partendo dal 1987, 500 ettari di ceraseto specializzato. Naturalmente hanno cercato di sensibilizzare i produttori ad apportare le necessarie innovazioni strutturali, organizzative, nelle proprie aziende.
In particolare questi nuovi impianti sono stati organizzati adottando delle cultivar meno vigorose, porta innesti semi-nanizzanti, forme di allevamento basso e l'utilizzo di tecniche culturali che stimolano una più precoce entrata in produzione e permettono di mantenere bassa la pianta riducendo i costi di raccolta.
La ricerca continua e oggi non è infrequente incontrare nelle Basse di Vignola degli impianti produttivi di ciliegio "a spalliera" per permettere l'impiego di macchine che servono per facilitare il lavoro sia di raccolta che di potatura contenendo così i costi.